# Museu Arqueològic d'Egina
El Museu Arqueològic d'Egina és un museu que es troba a l'illa grega d'Egina.

## Història del museu
El fundà al 1828 Ioannis Kapodistrias, el primer governador de la Grècia moderna independent. Les col·leccions s'allotjaren primer en un orfenat però molts dels objectes es dugueren a Atenes al 1837. Després, la col·lecció s'albergà en diversos edificis fins que al 1980 es va construir l'edifici actual, situat al jaciment arqueològic de Kolona. Està previst un proper trasllat al primitiu orfenat on era en origen.

## Col·leccions
El museu conté una col·lecció de períodes compresos entre la prehistòria i l'època romana i en destaquen els trobats a Kolona. Es divideix en tres sales. Una n'exposa ceràmica del període prehistòric —que inclou moltes troballes de l'hel·làdic mitjà i del període micènic— i les altres dues exposen objectes d'èpoques històriques. D'aquests en destaquen una sèrie d'escultures dels s. VII-V a, que es trobaven als temples d'Apol·lo i d'Afea, que inclouen esfinxs i relleus. També és molt important una inscripció referent al temple d'Afea.
A l'atri hi ha una col·lecció de làpides d'època romana amb relleus.

## Galeria d'imatges

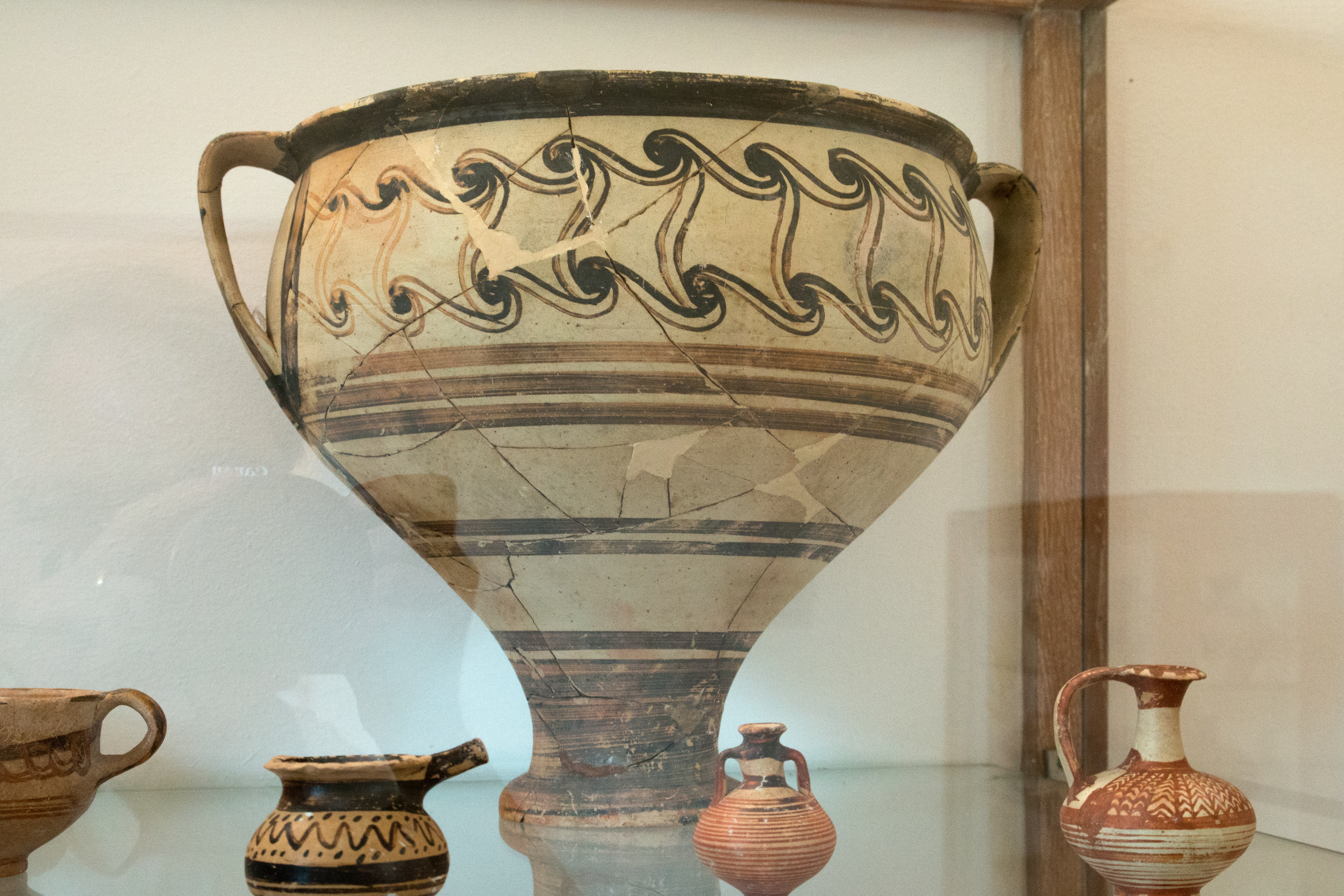
Ceràmica micènica
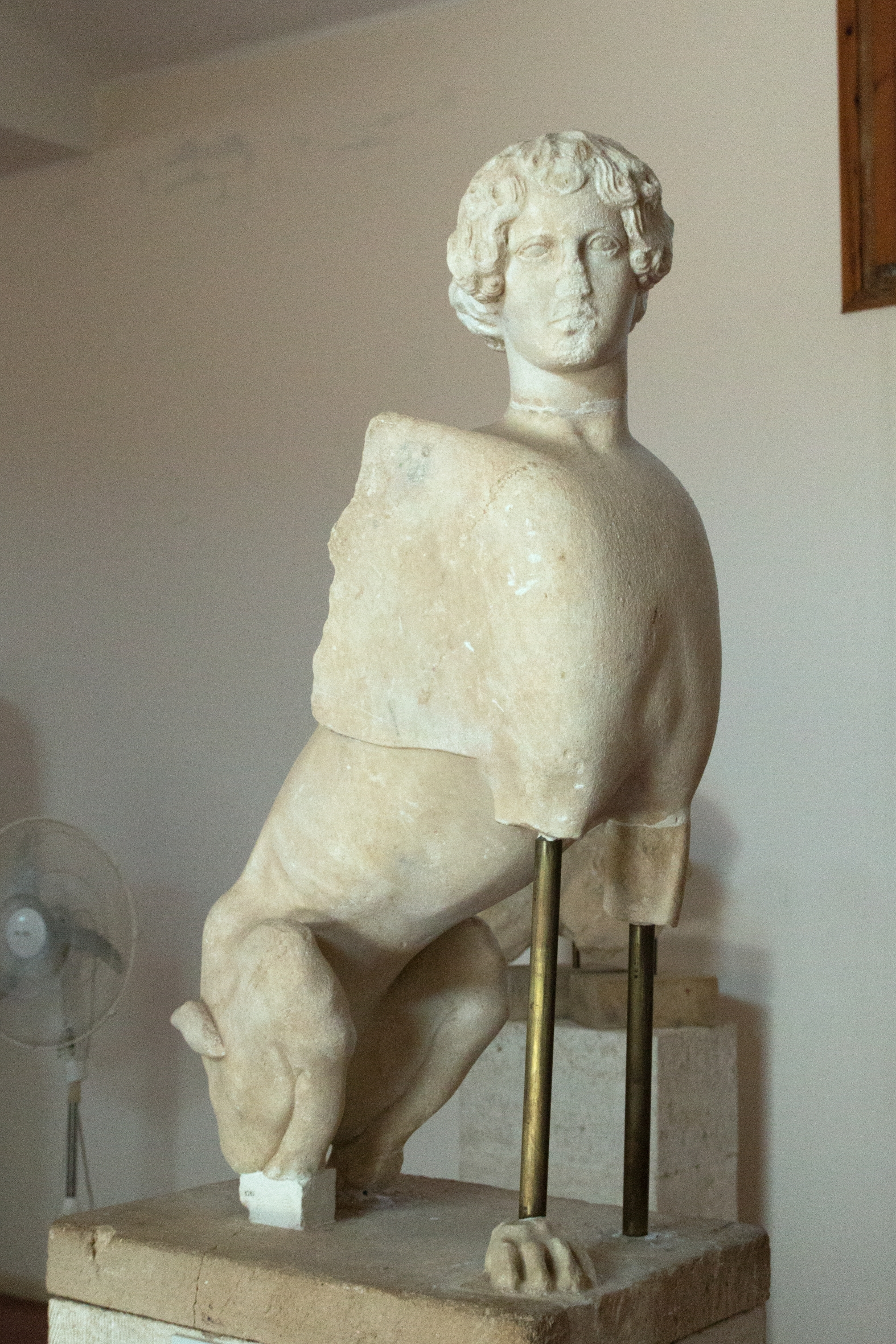
Esfinx d'època clàssica que es trobava al temple d'Apol·lo
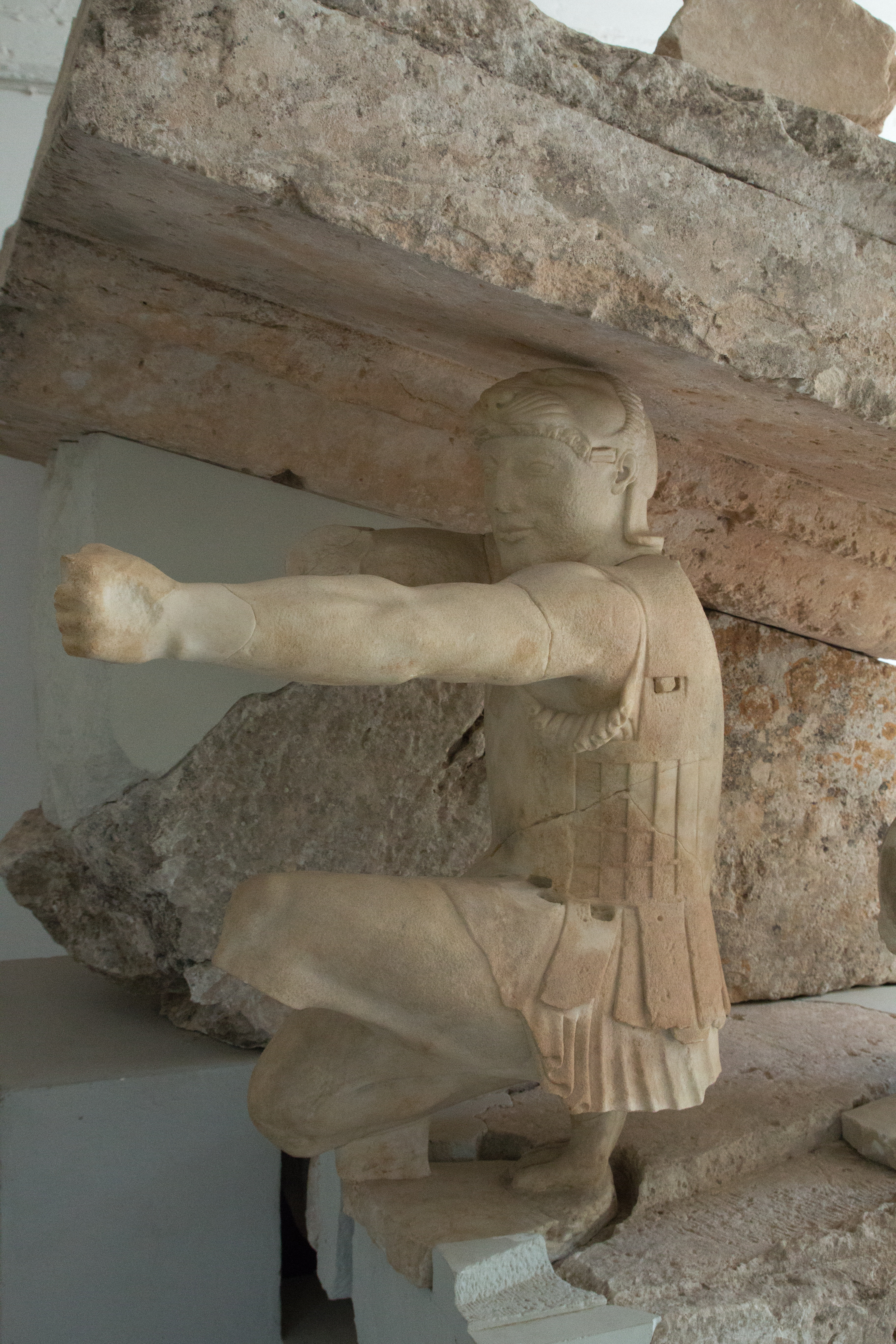
Figura d'Hèracles reconstruïda que es trobava al frontó del temple d'Afea
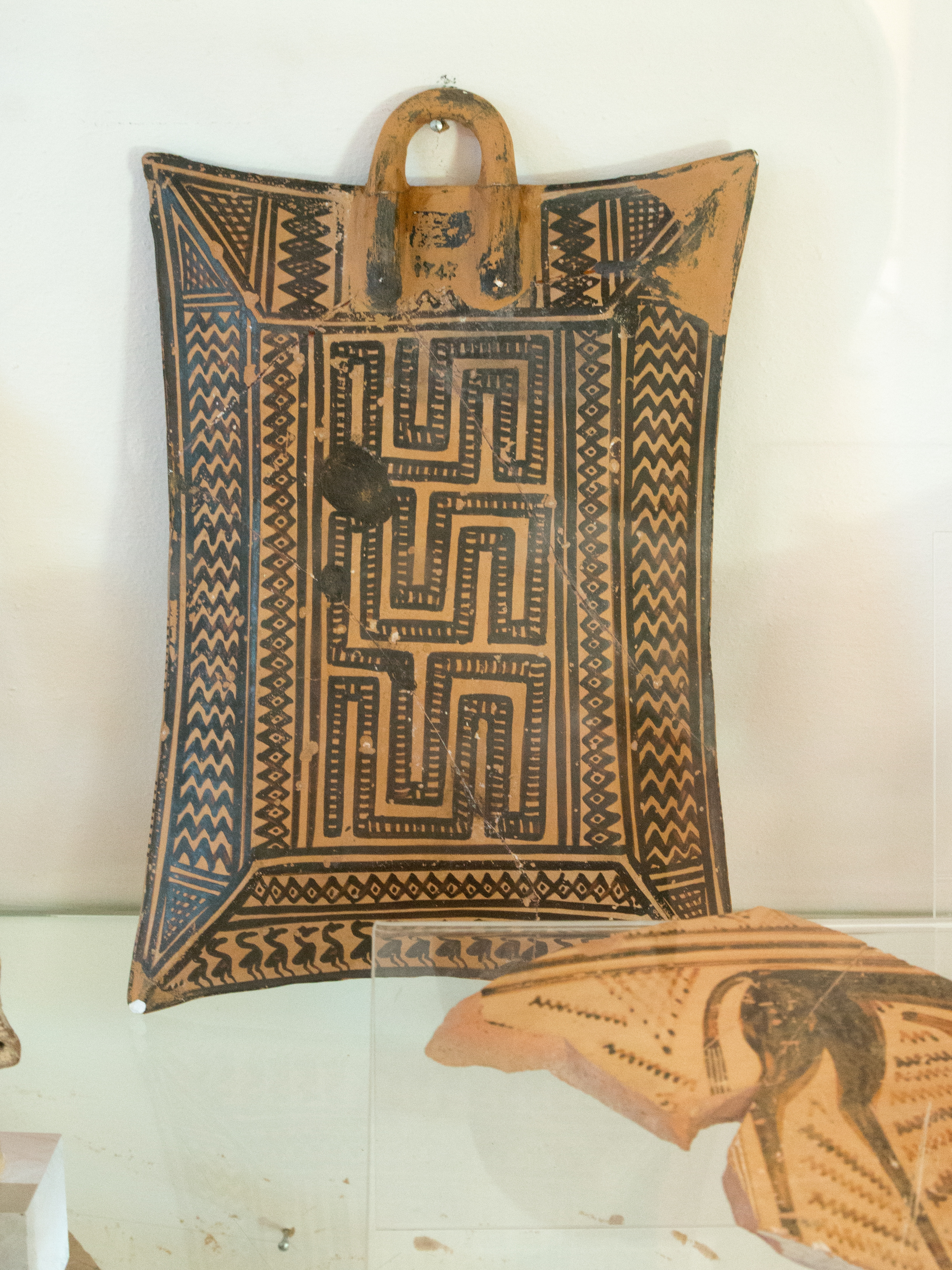
Peces de ceràmica del segle vii aC